# Marcos Lencina
Marcos Alejandro Lencina (Pergamino, 29 marzo 1973) è un ex calciatore argentino, di ruolo attaccante.

## Caratteristiche tecniche
Centravanti tecnico e fisicamente potente, era abile nel gioco aereo e dotato di fiuto per il gol.

## Carriera
A 17 anni entra nelle giovanili del Douglas Haig, squadra della sua città natale, con cui disputa complessivamente 120 partite con 34 reti nel campionato Nacional B tra il 1990 e il 1997. In quell'anno si trasferisce per un paio di mesi in Arabia Saudita, all'Al Ahli e poi torna in Sudamerica, con i cileni del Provincial Osorno: partecipa al campionato Clausura 1997 (14 presenze con 7 reti) e al campionato 1998 (8 presenze e 2 reti).
Nel 1998 approda in Spagna, al Leida, squadra catalana di Segunda División: vi disputa una sola partita, e quindi torna in Argentina, prima all'Estudiantes Rio Cuarto (2 reti) e poi di nuovo al Douglas Haig (6 reti), entrambe nel Torneo Argentino A (terzo livello del calcio argentino). Nell'estate 2001 prova con i gallesi dello Swansea City (senza essere ingaggiato) e successivamente fa parte del gruppo di calciatori sudamericani agli ordini di Mario Kempes in predicato di vestire la maglia del Fiorenzuola, militante nel campionato italiano di Serie C2. A causa del mancato passaggio di proprietà della società emiliana il trasferimento non si concretizza, e Lencina resta in Italia: effettua un provino con il Cesena e quindi firma per il Fanfulla, in Serie D, insieme ai compagni Diego Romancikas e Daniel Bisogno. Gioca due stagioni realizzando 14 reti nella seconda, conclusa con la retrocessione dei bianconeri.
Milita tra i dilettanti anche negli anni successivi, con la Castellana di Castel Goffredo: realizza 51 reti in 3 stagioni, e ottiene la promozione in Serie D nel 2005. Dopo altre 5 presenze e una rete lascia i lombardi nel novembre 2005, tornando in Argentina per motivi familiari, e si accasa alla Juventud, formazione del Torneo Argentino; già a fine dicembre, tuttavia, torna in Italia, con la Lavagnese.

## Palmarès
- Eccellenza: 1

Castellana: 2004-2005 (girone C lombardo)